# Anna Kazimierzówna
Anna Kazimierzówna (ur. 1366, zm. 1425) – królewna polska z dynastii Piastów, hrabina Celje w latach 1380-1392, księżna Teck od 1394 roku.
Córka króla Polski Kazimierza III Wielkiego i jego czwartej żony, Jadwigi żagańskiej, córki Henryka V Żelaznego. Żona hrabiego Celje Wilhelma oraz księcia Teck Ulryka.

## Życiorys
Ojciec Anny, król Kazimierz III zawierając 25 lutego 1365 we Wschowie małżeństwo z Jadwigą żagańską popełnił bigamię, ponieważ żyła jeszcze jego prawna żona, Adelajda Heska. Do dziś kwestia tego, czy ostatecznie zostało uznane za legalne przez papieża, budzi wątpliwości historyków. Córki urodzone z tego małżeństwa, najstarsza Anna, Kunegunda i Jadwiga, były uznawane jako dzieci nieślubne. 5 grudnia 1369 roku papież Urban V legitymizował Annę i jej siostrę Kunegundę, jednak bez prawa do dziedziczenia tronu polskiego. Akt legitymizacji Anny wiązał się z planami jej ojca, który pragnął wydać jedną z córek za jednego z synów cesarza Karola IV. W obydwu przypadkach, aby małżeństwo mogło dojść do skutku, potrzebna była dyspensa papieska, ponieważ  Wacław Luksemburski był prawnukiem Kunegundy, siostry Kazimierza III Wielkiego, a Zygmunt Luksemburski jego prawnukiem. W dwóch dokumentach z 5 grudnia 1369 roku papież Urban V udzielił dyspensy od przeszkody pokrewieństwa między córkami króla a synami cesarza, odpowiednio Wacławem i Zygmuntem. Ostatecznie piastowsko-luksemburskie małżeństwo nie doszło do skutku i przed 13 czerwca 1370 roku zaręczyny zostały zerwane. Na mocy wcześniejszych układów następcą tronu Kazimierza był jego siostrzeniec, król Węgier Ludwik Wielki, który został zobowiązany do wydania swoich kuzynek za mąż.
W 1371 roku, rok po śmierci ojca i powrocie matki do jej rodzinnego Żagania, Anna wraz z siostrą Jadwigą, z inicjatywy ciotki Elżbiety Łokietkówny, została wysłana na dwór królewski w Budzie i tam spędziła resztę dzieciństwa. Papież Grzegorz XI w bulli z 11 października 1371 roku legitymizował Jadwigę Kazimierzównę i potwierdził legitymizację Anny, ponownie podkreślając, że córki króla Kazimierza nie mają praw do dziedziczenia tronu polskiego.
6 kwietnia 1380 roku Anna została wydana za mąż za hrabiego cylejskiego Wilhelma, wnosząc mu w posagu 20 000 czerwonych złotych. Z małżeństwa z Wilhelmem urodziła córkę, przyszłą królową Polski, Annę Cylejską. 19 sierpnia 1392 roku Wilhelm zmarł i Anna została wdową. W 1394 roku poślubiła Ulryka księcia Teck.
W 1403 roku Anna przybyła do Krakowa na koronację swojej córki Anny, która od 1402 roku była żoną króla Polski, Władysława Jagiełły.